# Helsingin Kisa-Veikot
Helsingin Kisa-Veikot (abgekürzt HKV) ist ein Sportverein aus der finnischen Hauptstadt Helsinki. Bekannt ist der Verein vor allem für seine Leichtathleten.

## Geschichte
Der Verein wurde 1909 gegründet. Der Vereinsname Kisa-Veikot kann mit Wettkampfbrüder aus dem Finnischen übersetzt werden. Bereits ein Jahr nach der Gründung gewann der Verein den Pokal Kalevan malja, eine Auszeichnung für die beste Mannschaft bei den finnischen Leichtathletik-Meisterschaften. Bis 1917 konnten die Athleten des Vereins diese Auszeichnung siebenmal verteidigen, ehe der Lokalkonkurrent Helsingfors IFK bei den Leichtathletik-Meisterschaften 1918 in Helsinki den Titel gewann. 2011 gewann HKV den Pokal zum 55. Mal. Dominierend war die Mannschaft aber vor allem zwischen 1958 und 1970, als Kalevan malja 13 Mal in Folge gewonnen wurde.

## Bekannte Mitglieder

### Leichtathletik
- Juho Halme (1888–1918), Speerwerfer
- Arto Härkönen (* 1959), Speerwerfer
- Matti Järvinen (1909–1985), Speerwerfer
- Pekka Johansson (1895–1983), Speerwerfer
- Antti Kalliomäki (* 1947), Stabhochspringer, später sozialdemokratischer Politiker
- Hannes Kolehmainen (1889–1966), Langstreckenläufer, von 1909 bis 1911 im Verein
- Tatu Kolehmainen (1885–1967), Langstreckenläufer
- Teodor Koskenniemi (1887–1965), Langstreckenläufer
- Kalevi Kotkas (1913–1983), Hochspringer und Diskuswerfer
- Eeles Landström (1932–2022), Stabhochspringer
- Taisto Mäki (1910–1979), Langstreckenläufer
- Vilho Niittymaa (1896–1979), Diskuswerfer
- Elmer Niklander (1890–1942), Kugelstoßer und Diskuswerfer
- Eino Penttilä (1906–1982), Speerwerfer
- Eino Purje (1900–1984), Mittel- und Langstreckenläufer
- Onni Rajasaari (1910–1994), Weit- und Dreispringer
- Väinö Siikaniemi (1887–1932), Speerwerfer
- Albin Stenroos (1889–1971), Langstreckenläufer
- Armas Taipale (1890–1976), Diskuswerfer
- Rainer Stenius (1943–2014), Weitspringer
- Jarkko Tapola (* 1944), Sprinter

### Ringen
- Anselm Ahlfors (1897–1974), olympischer Silbermedaillengewinner, 1924 bis 1927 im Verein
- Kalle Anttila (1887–1975), zweifacher Olympiasieger, von 1917 bis 1929 im Verein
- Väinö Ikonen (1895–1954), Weltmeister, auch als Leichtathlet aktiv
- Mikko Nordling (1906–1988), dreifacher Europameister
- Vilho Pekkala (1898–1974), olympischer Bronzemedaillengewinner, bis 1928 im Verein
- Onni Pellinen (1899–1945), dreifacher Medaillengewinner bei Olympischen Spielen, ab 1925 im Verein
- Kustaa Pihlajamäki (1902–1944), zweifacher Olympiasieger
- Eino Virtanen (1908–1980), olympischer Bronzemedaillengewinner

### Schießen
- Nestori Toivonen (1865–1927), vierfacher Medaillengewinner bei Olympischen Spielen